# Terrence Howard
Terrence Dashon Howard (Chicago, 1969. március 11. –) amerikai amerikai színész, énekes-dalszerző és lemezproducer. Debütáló albuma Shine Through It címmel jelent meg, amit 2008 szeptemberében adtak ki.

## Fiatalkora
1969. március 11-én született az Illinois állambeli Chicagóban, Tyrone és Anita (született Williams) Howard gyermekeként, akik mindketten afrikai és angol származásúak voltak. Dédnagyanyja Minnie Gentry színésznő volt. 
Howard az ohiói Clevelandben nőtt fel, ahol nehéz gyermekkora volt. Apja gyakran bántalmazta, és kétéves korában látta, ahogy apja leszúr egy másik férfit a Santa Line-i gyilkosság során. Az apját emberölésért elítélték, és 11 hónapot ült börtönben. Howard szülei apja szabadulása után elváltak. A dédanyja nevelte fel, aki 1993. május 11-én, 77 éves korában elhunyt.

## Filmográfia

### Film

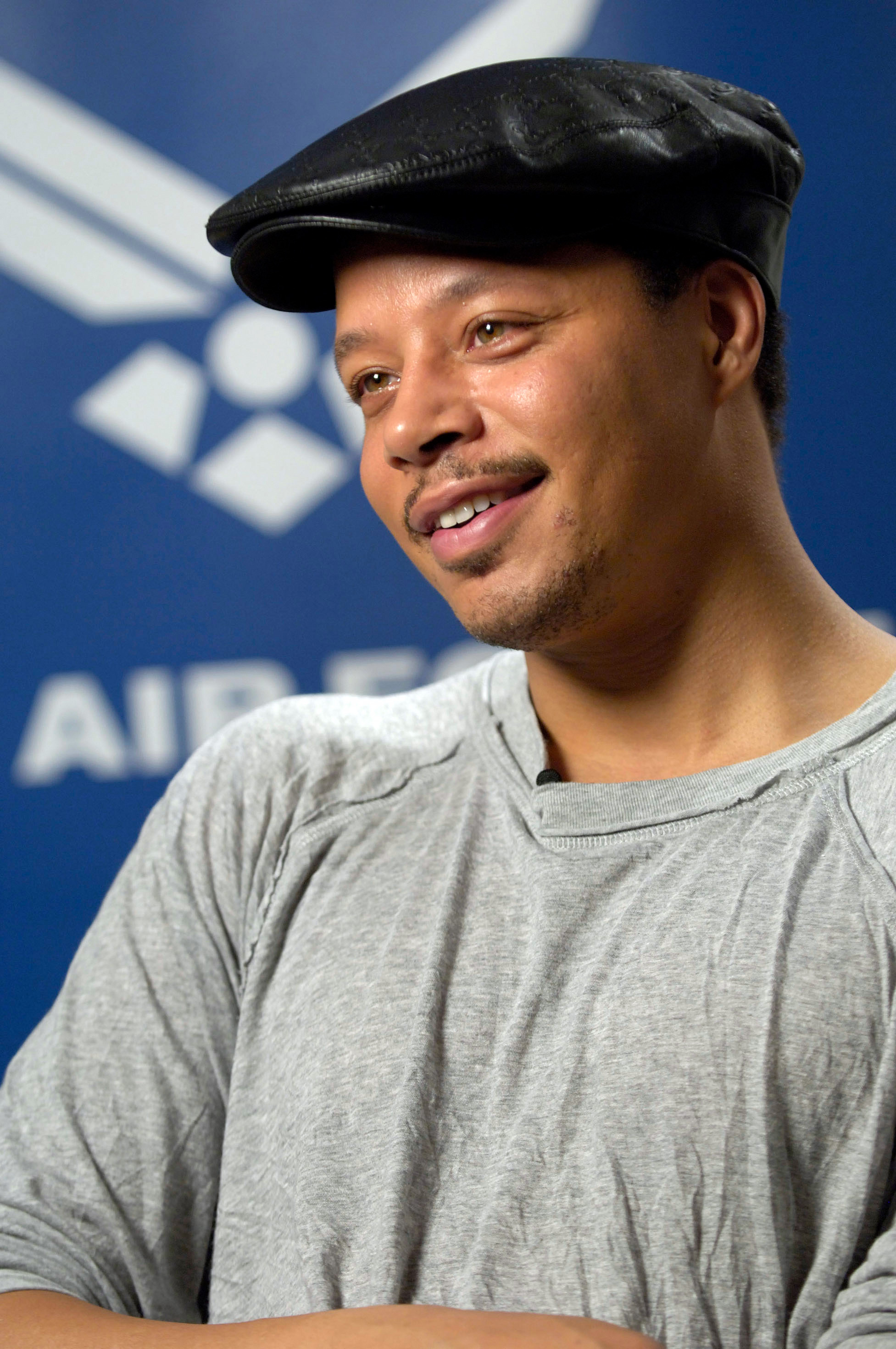
2007 májusában

| Év   | Magyar cím                                            | Eredeti cím                         | Szerep                            | Magyar hang          |
| ---- | ----------------------------------------------------- | ----------------------------------- | --------------------------------- | -------------------- |
| 1993 |                                                       | Who's the Man?                      | vásárló                           |                      |
| 1995 |                                                       | Lotto Land                          | Warren                            |                      |
| 1995 | Halott pénz                                           | Dead Presidents                     | Cowboy                            | Bor Zoltán           |
| 1995 | Csendszimfónia                                        | Mr. Holland's Opus                  | Louis Russ                        |                      |
| 1996 | Égimeszelés                                           | Sunset Park                         | Űrember                           | Szokol Péter         |
| 1996 |                                                       | Johns                               | Jimmy                             |                      |
| 1997 | Kettős bűnjel                                         | Double Tap                          | Ulysses                           |                      |
| 1998 | Szikra                                                | Spark                               | Byron                             |                      |
| 1998 | Halálra szerződve                                     | Butter                              | Dexter Banks                      |                      |
| 1998 | Játékosok klubja                                      | The Players Club                    | K.C.                              |                      |
| 1999 |                                                       | Valerie Flake                       | a stoppos                         |                      |
| 1999 | Ember tervez                                          | Best Laid Plans                     | Jimmy                             | Dévai Balázs         |
| 1999 | Holtunkiglan                                          | The Best Man                        | Quentin Spivey                    | Lippai László        |
| 2000 | Gagyi mami                                            | Big Momma's House                   | Lester Vesco                      | Szabó Győző          |
| 2000 |                                                       | Love Beat the Hell Outta Me         | Chris                             |                      |
| 2001 | Angyali szemek                                        | Angel Eyes                          | Robby                             | Bodrogi Attila       |
| 2001 | Szexuális mélyfúrások                                 | Investigating Sex                   | Lorenz                            | Papp Dániel          |
| 2001 | Glitter                                               | Glitter                             | Timothy Walker                    | Czvetkó Sándor       |
| 2002 | Hart háborúja                                         | Hart's War                          | Lincoln A. Scott hadnagy          | Fesztbaum Béla       |
| 2003 | Vad motorosok                                         | Biker Boyz                          | Chu-Chu                           | Tóth Roland          |
| 2003 | Szerelmi krónikák                                     | Love Chronicles                     | T-Roy                             |                      |
| 2004 | Ütközések                                             | Crash                               | Cameron Thayer                    | Czvetkó Sándor       |
| 2004 | Ray                                                   | Ray                                 | Gossie McKee                      | Bognár Tamás         |
| 2005 | Nyomulj és nyerj!                                     | Hustle & Flow                       | Djay                              | Damu Roland          |
| 2005 |                                                       | The Salon                           | Patrick                           |                      |
| 2005 | Négy tesó                                             | Four Brothers                       | Green hadnagy                     | Haás Vander Péter    |
| 2005 | Állat                                                 | Animal                              | Darius Allen                      |                      |
| 2005 | Pénzed vagy életed                                    | Get Rich or Die Tryin’              | Bama                              | Damu Roland          |
| 2006 | Volt egyszer egy másik Amerika                        | Idlewild                            | Trumpy                            | Papp Dániel          |
| 2007 | Büszkeség                                             | Pride                               | Jim Ellis                         | Király Attila        |
| 2007 | Rókavadászat                                          | The Hunting Party                   | Kacsa                             | Király Attila        |
| 2007 | A másik én                                            | The Brave One                       | Mercer nyomozó                    | Kálid Artúr          |
| 2007 | A szeretet szimfóniája                                | August Rush                         | Richard Jeffries                  | Király Attila        |
| 2007 | Éberség                                               | Awake                               | Dr. Jack Harper                   | Király Attila        |
| 2007 | Télapu karácsonyra                                    | The Perfect Holiday                 | Mr. Bah Humbug                    | Fekete Zoltán        |
| 2008 | A Vasember                                            | Iron Man                            | James Rhodes                      | Király Attila        |
| 2008 |                                                       | Phillies World Series Champions DVD | narrátor                          |                      |
| 2009 | Bunyó                                                 | Fighting                            | Harvey Boarden                    | Király Attila        |
| 2009 | A hercegnő és a béka                                  | The Princess and the Frog           | James (hangja)                    | Szabó Sipos Barnabás |
| 2011 | Szellemtanú                                           | Little Murder                       | Drag Hammerman                    | Varga Gábor          |
| 2011 | Lejtőn                                                | The Ledge                           | Hollis Lucetti nyomozó            | Berzsenyi Zoltán     |
| 2011 |                                                       | Winnie Mandela                      | Nelson Mandela                    |                      |
| 2012 | Red Tails: Különleges légiosztag                      | Red Tails                           | A.J. Bullard ezredes              | Berzsenyi Zoltán     |
| 2012 | Úton                                                  | On the Road                         | Walter                            |                      |
| 2012 | A hallgatás szabálya                                  | The Company You Keep                | Cornelius FBI-ügynök              | Király Attila        |
| 2013 | Movie 43: Botrányfilm (Győzelem és dicsőség szegmens) | Movie 43                            | Jackson edző                      | Zöld Csaba           |
| 2013 | Bosszútól fűtve                                       | Dead Man Down                       | Alphonse Hoyt                     | Király Attila        |
| 2013 | A komornyik                                           | The Butler                          | Howard                            | Király Attila        |
| 2013 | Fogságban                                             | Prisoners                           | Franklin Birch                    | Király Attila        |
| 2013 | Buli holtunkiglan                                     | The Best Man Holiday                | Quentin Spivey                    | Láng Balázs          |
| 2014 |                                                       | Take Me to the River                | önmaga                            |                      |
| 2014 | Szabotázs                                             | Sabotage                            | Julius "Sugar" Edmonds DEA-ügynök | Király Attila        |
| 2014 | Szabotázs                                             | Sabotage                            | Julius "Sugar" Edmonds DEA-ügynök | Barát Attila         |
| 2014 | Altatódal                                             | Lullaby                             | Dr. Crier                         | Debreczeny Csaba     |
| 2014 | St. Vincent                                           | St. Vincent                         | Zucko                             | Király Attila        |
| 2016 |                                                       | House of Bodies                     | Starks                            |                      |
| 2016 |                                                       | Term Life                           | Braydon seriff                    |                      |
| 2016 | Kartonharcos                                          | Cardboard Boxer                     | Pope                              |                      |
| 2019 |                                                       | Gully                               | Mr. Christmas                     |                      |
| 2020 |                                                       | Cut Throat City                     | The Saint                         |                      |
| 2021 |                                                       | Triumph                             | Cutting edző                      |                      |
| 2022 |                                                       | The Walk                            | Lamont Robbins                    |                      |
| 2022 |                                                       | The System                          | Bones                             |                      |
| 2023 | Leszámolás a Grandben                                 | Showdown at the Grand               | George Fuller                     | Király Attila        |
| 2024 |                                                       | Skeletons in the Closet             | Mark                              |                      |
| 2024 | Shirley Chisholm – Versenyben a Fehér Házért          | Shirley                             | Arthur Hardwick Jr.               |                      |
| 2024 |                                                       | Crescent City                       | Brian                             |                      |

### Televízió
| Év        | Magyar cím                                      | Eredeti cím                           | Szerep                | Megjegyzések                                  |
| --------- | ----------------------------------------------- | ------------------------------------- | --------------------- | --------------------------------------------- |
| 1992      |                                                 | All My Children                       | Justin                | 2 epizód                                      |
| 1992      | Michael Jackson és testvérei – Az amerikai álom | The Jacksons: An American Dream       | Jackie Jackson        | minisorozat (2 epizód)                        |
| 1993      |                                                 | Tall Hopes                            | Chester Harris        | 6 epizód                                      |
| 1994      |                                                 | Living Single                         | Brendan King          | 1 epizód                                      |
| 1994      |                                                 | Coach                                 | Johnny Williams       | 1 epizód                                      |
| 1994      |                                                 | Family Matters                        | John                  | 1 epizód                                      |
| 1994      |                                                 | Getting By                            | Herbert               | 1 epizód                                      |
| 1994      | Kisvárosi rejtélyek                             | Picket Fences                         | Malik                 | 2 epizód                                      |
| 1995      | O. J. Simpson története                         | The O. J. Simpson Story               | A.C. fiatalon         | tévéfilm                                      |
| 1995      | Veszélyes küldetés                              | New York Undercover                   | Buster                | 1 epizód                                      |
| 1996–1998 | Családban marad                                 | Sparks                                | Greg Sparks           | főszereplő (40 epizód)                        |
| 1998      | Flóra mama családja                             | Mama Flora's Family                   | Lincoln               | minisorozat (2 epizód)                        |
| 1998–1999 | New York rendőrei                               | NYPD Blue                             | A.J. Foreman / Lonnie | 2 epizód                                      |
| 2000      |                                                 | King of the World                     | Cassius Clay          | tévéfilm                                      |
| 2001      | Bojkott                                         | Boycott                               | Ralph Abernathy       | tévéfilm                                      |
| 2002      | Fastlane – Halálos iramban                      | Fastlane                              | Alton White           | 1 epizód                                      |
| 2002–2003 |                                                 | Soul Food                             | Benny Jones           | 2 epizód                                      |
| 2003      | Feltételes szabadlábon                          | Street Time                           | Lucius Mosley         | 13 epizód                                     |
| 2005      | Mindörökké szerelem                             | Their Eyes Were Watching God          | Amos Hicks            | - tévéfilm - magyar hangja: - Szvetlov Balázs |
| 2005      |                                                 | Lackawanna Blues                      | Bill Crosby           | tévéfilm                                      |
| 2010–2011 | Esküdt ellenségek: Los Angeles                  | Law & Order: LA                       | Jonah "Joe" Dekker    | 16 epizód                                     |
| 2011      | Esküdt ellenségek: Különleges ügyosztály        | Law & Order: Special Victims Unit     | Jonah "Joe" Dekker    | 1 epizód                                      |
| 2012      | Hawaii Five-0                                   | Hawaii Five-0                         | Billy                 | 1 epizód                                      |
| 2015      | Playback párbaj                                 | Lip Sync Battle                       | önmaga                | 2 epizód                                      |
| 2015–2016 | Wayward Pines                                   | Wayward Pines                         | Arnold Pope seriff    | 5 epizód                                      |
| 2015–2020 | Empire                                          | Empire                                | Lucious Lyon          | állandó szereplő (102 epizód)                 |
| 2017      |                                                 | Philip K. Dick’s Electric Dreams      | George                | 1 epizód                                      |
| 2022      |                                                 | The Best Man: The Final Chapters      | Quentin Spivey        | minisorozat (10 epizód)                       |
| 2024      |                                                 | Fight Night: The Million Dollar Heist | Cadillac Richie       | minisorozat (1 epizód)                        |